# Molophilus nielseni
Molophilus nielseni là một loài ruồi trong họ Limoniidae. Chúng phân bố ở miền Australasia.